# Mosaïcisme

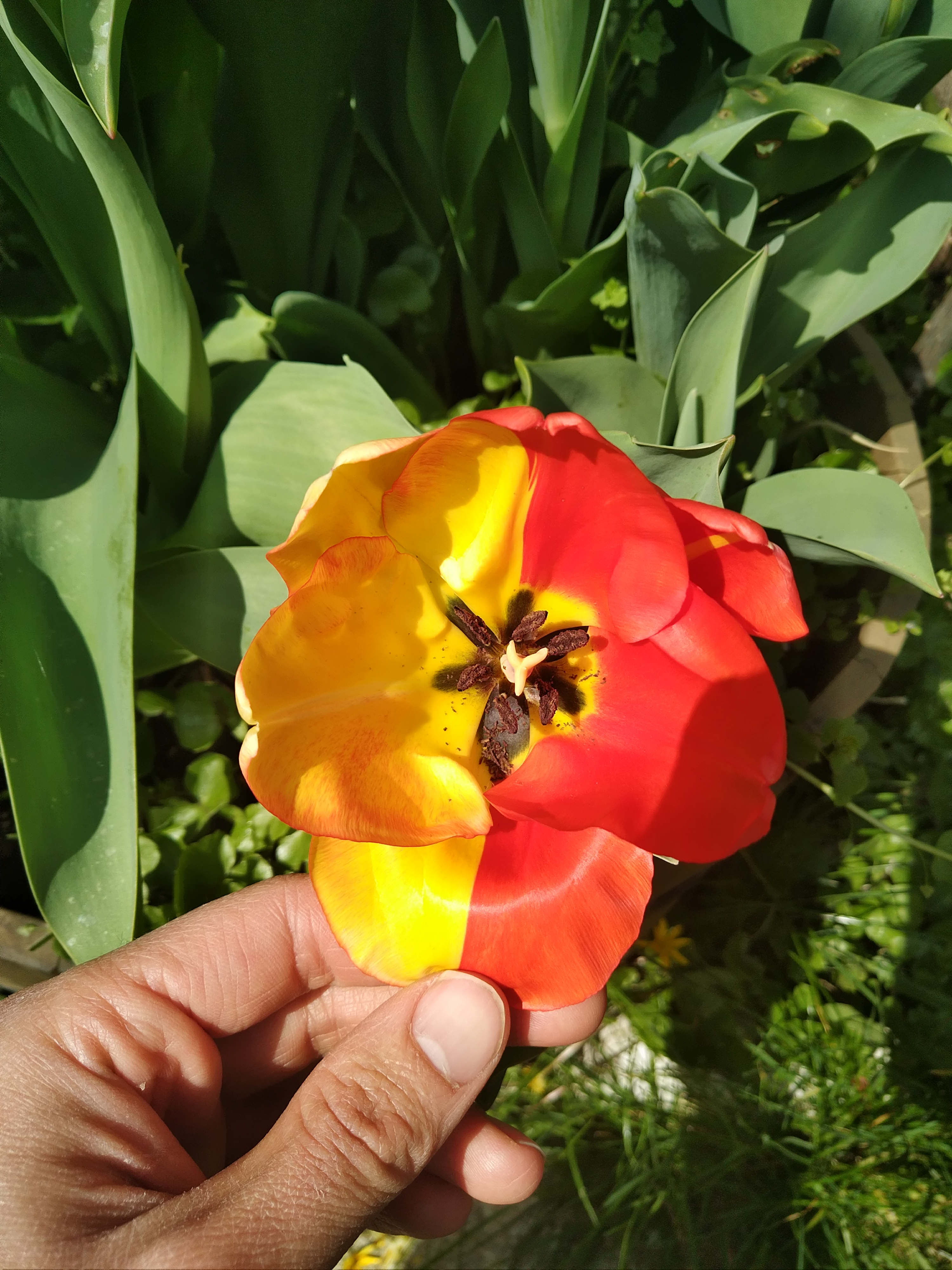
Exemple de tulipa amb mosaïcisme.

El mosaïcisme és un fenomen que es dona quan en un mateix individu coexisteixen línies cel·lulars amb diferent dotació cromosòmica originant d'un mateix zigot homogeni. Els més habituals són deguts a la diferent càrrega de cromosomes sexuals. Un exemple de mosaïcisme pot ser la dotació cromosòmica 47XXY en una línia cel·lular i 48XXXY en una altra, coexistint, però, en el mateix individu. Es representa de la següent forma: 47XXY/48XXXY.
Casos de mosaïcisme són: els empelts, els tumors cancerosos, algunes malalties de la pell (com les línies de Blaschko), probablement algunes malalties del desenvolupament neuronal i malalties neuropsiquiàtriques.
Un estudi del 2017 suggereix que el mosaïcisme pot augmentar el risc de provocar autisme.
Un estudi del 2017 trobà que aquestes mutacions també ocorren durant l'embriogènesi, suposant major risc de càncer i alguna síndrome d'alguna malaltia genètica.
El 1901 el dermatòleg Alfred Blaschko descobrí les línies de Blaschko quan va examinar les lesions de la pell distribuïdes seguint un patró de 150 pacients. A partir d'aquest descobriment, Rudolph Happle va establir en la dècada del 1970 la hipòtesi del mosaïcisme. La hipòtesi fou demostrada el 1994 al investigar la genètica darrere del nevus epidèrmic de la hiperqueratosi epidermolítica.